# Artèria renal
L'artèria renal (TA: artèria renalis) és una artèria voluminosa del cos humà i altres mamífers que neixen directament de l'aorta abdominal i proveeix vascularització al ronyó, al segment inicial de la via excretora i d'una part de la glàndula suprarenal.

## Branques
La terminació tant de l'artèria renal dreta com l'esquerra és bastant variable. En general, emeten una branca anterior que al seu torn es divideix en 3 o 4 branques que irriguen la cara anterior de ronyó i el seu pol inferior. També emeten branques posteriors que irriguen cara posterior i el pol superior del ronyó. L'artèria renal emet branques col·laterals que irriguen la glàndula suprarenal i el greix perirenal. Se li denomina com axon ...
En general, l'artèria renal dreta és més baixa que l'esquerra, encara que la variabilitat observada és immensa. En continuar cap al parènquima renal, l'artèria renal emet primer branques que penetren les papil·les renals que acaben a nivell de la base de les piràmides renals formant un llit vascular d'on neixen les artèries radiades que emeten les artèries del glomèrul renal.

### Branques col·laterals
- Artèria capsular inferior.
- Artèria ureteral superior.
- Artèries capsuloadiposas.

### Branques terminals
- Branca anterior, que emet al seu torn un ram superior i un altre inferior.
- Branca posterior, destinada a la cara posterior del si del ronyó.
- Artèria polar superior.